# Économie du savoir
L'économie du savoir, l'économie de la connaissance, l'économie de l'immatériel ou encore le capitalisme cognitif, est, selon certains économistes, une nouvelle phase de l'histoire économique qui aurait commencé dans les années 1990. Le concept est établi par Fritz Machlup en 1962 par la publication de son livre The production and distribution of knowledge in the United States ; sa thèse de 1977 montre que près de 45 % des employés aux États-Unis manipulent de l'information. Ces travaux sont repris dans une annexe d'un rapport officiel français paru en 1978, L'Informatisation de la société, rapport qui connait un succès médiatique sans précédent sous le nom de ses auteurs Simon Nora et Alain Minc.
L’industrie de la connaissance représente 29 % du PIB aux États-Unis en 1958 toujours d’après l’étude de Machlup (1962) et 34 % en 1980 d’après celle de Rubin et Taylor. Ce type de travaux a été poursuivi par l’OCDE qui regroupe, à l’intérieur des industries fondées sur le savoir, les industries manufacturières de haute et de moyenne-haute technologie et deux catégories de services : les services fournis à la collectivité, sociaux et personnels et les activités de banque, assurance et autres services aux entreprises. Les industries de la connaissance représentent alors plus de 50 % du PIB de l’ensemble de la zone OCDE à la fin de la décennie 1990 contre 45 % en 1985 et connaissent une croissance supérieure au PIB dans la plupart des pays.
La mutation de l'économie ainsi annoncée serait aussi celle d'un nouveau mode de régulation du capitalisme. En valorisant sur le plan marchand les connaissances, grâce à l'octroi de plus en plus étendu de droits de propriété sur des savoirs ou de l'information qui faisaient jusque-là partie des « biens communs » : connaissance produite par les professionnels du savoir (chercheurs, universitaires), des sociétés traditionnelles où le droit de propriété intellectuelle n'existe pas ou enfin de l'information disponible dans la nature (codes génétiques), les sociétés « post-industrielles », notamment celles de tradition anglo-saxonne, ouvrent de nouveaux espaces marchands sources de croissance, ainsi que de rentes monopolistiques pour les détenteurs de ces nouveaux droits.
Des mutations du même type ont déjà eu lieu à différentes périodes de l'Histoire : à la Renaissance (républiques italiennes et école de Salamanque), au XVIIe siècle (mercantilisme) et au XIXe siècle (Révolution industrielle et capitalisme industriel).
Enfin, certains parlent de « nouvelle économie » ou « d'économie postindustrielle ».

## Piliers de l'économie du savoir
L'économie de la connaissance, en plus d'être une nouvelle phase, est un concept opérationnel assez nouveau ayant été promu par des organisations internationales et spécialement par l'Union européenne lors de la déclaration de Lisbonne en 2000, les rapports du Programme des Nations unies pour le développement, les rapports et programmes de la Banque mondiale, World Development Report 1999 et Knowledge for Development program au World Bank Institute, ainsi que par d'autres séminaires, conférences et différentes études (notamment celles de l'OCDE et de l'ISESCO).
Il semble que le problème de la définition des bases, piliers de cette nouvelle économie, ait été soulevée en 1962 lorsque Kenneth Arrow a avancé que l’activité d’innovation est séparée des activités de production classique. Selon lui, la connaissance est produite par un secteur spécialisé à partir d’une fonction de production qui combine du travail qualifié et du capital. L’output de ce secteur consiste en de l’information échangée sur un marché. Dans la même perspective, l’OCDE définit les économies fondées sur la connaissance comme « celles qui sont directement fondées sur la production, la distribution et l’utilisation de la connaissance et de l’information » (OCDE 1996a). Ainsi, plus tard, la Banque Mondiale a pu définir les piliers de l'économie de la connaissance comme étant au nombre de quatre :
- incitation économique et régime institutionnel ;
- éducation et ressources humaines ;
- système d'innovation ;
- infrastructures d’information.

En 2009, lors de la conférence de la Commission européenne à Göteborg, qui porte sur le thème « le triangle de la connaissance à la source de l'avenir de l'Europe » et qui s'inscrit dans le cœur de la stratégie de Lisbonne sur la croissance et l'emploi 2000, une nouvelle définition des piliers de l'économie de la connaissance a vu le jour. Ainsi les quatre piliers ont été remplacés par trois piliers :
- recherche-développement et innovation ;
- éducation ;
- technologies de l'information et de la communication.

## Une économie fondée sur de nouvelles formes de connaissances

### Facteurs d'évolution à l'origine du concept
Cette nouvelle ère économique connaîtrait son essor sous l'effet conjugué du développement du secteur tertiaire et des activités immatérielles, des progrès technologiques, en particulier des (nouvelles) technologies de l'information et de la communication ((N)TIC) et des biotechnologies, qui forment la nouvelle économie, du développement de l'intelligence économique territoriale, des pôles de compétitivité, des échanges en partenariat et avec des parties prenantes.
La mondialisation, qui réduit la rémunération du travail physique et accroît au contraire le profit des « idées », en leur fournissant des débouchés élargis, y contribue largement. Il est notable que vendre une idée à dix personnes coûte autant au « fabricant » que de la vendre à des milliers, mais que les profits dégagés soient eux infiniment supérieurs dans le second cas.
La prise en compte dans l'économie de concepts de soutenabilité et de responsabilité sociétale, pour prendre en compte les contraintes écologiques, participe à cette économie, même si le bien-fondé de ces concepts est controversé (soutenabilité faible / forte).

### Le capital immatériel: un avantage compétitif?
Il est considéré, dans ce type d'économie, que la matière première-clé qui assure un avantage compétitif aux personnes, institutions et lieux géographiques qui la détiennent, ne se situe plus dans le matériel (les denrées, matières premières et sources d'énergie, même si les enjeux sont grands sur ces sujets, etc.) mais dans l'immatériel (l'information, le savoir-faire et la connaissance). Le capital-savoir y peut être considéré comme le troisième facteur de production, en plus des deux autres plus traditionnels : travail, et capital. Le travail physique pur de son côté perd de son importance, ou du moins devient sous-traité et non stratégique, par rapport aux compétences technique, scientifique, organisationnelle et communicationnelle et les capacités créative et adaptative (théorie du capital humain). L'accumulation porte majoritairement sur la connaissance et sur la créativité, c’est-à-dire sur l'immatériel. On parle en ce sens, au niveau microéconomique de capital intellectuel et de « valeur-savoir ».
En revanche, il n'est pas clair de savoir si les ressources naturelles sont prises en compte dans un schéma de durabilité faible ou forte. Jean-Marc Jancovici montre que la dématérialisation de l'économie ne permet pas de diminuer les consommations de ressources.

### L'ingénierie des connaissances comme moteur de développement
Au total, cela fait évoluer, au niveau de la théorie économique, l'approche traditionnelle des facteurs de production, comme on le constate avec l'apparition de pôles de compétence dans la nouvelle économie du développement.
La valeur travail traditionnelle est remplacée par de nouvelles capacités stratégiques, constituées par le capital-savoir de l'organisation, en termes d'ingénierie des connaissances (en anglais knowledge management). L'ingénierie (ou gestion) des connaissances n'est autre que la déclinaison au niveau microéconomique, dans les entreprises et les administrations centrales ou territoriales, de l'économie de la connaissance.

## Évaluation des conséquences pour les parties prenantes

### Employés / Dirigeants
Certains avancent que l'accumulation de connaissances profiterait autant (sinon plus) aux travailleurs - qui en détenant le savoir pèsent sur le processus de production, qu'aux investisseurs détenteurs des moyens matériels. Pour d'autres, ce nouveau stade du capitalisme augmenterait l'exploitation des salariés en les dépossédant de leurs connaissances et en rompant la dissociation entre le travail et la vie privée.

### Administrations
L'avènement de l'économie de la connaissance a des impacts au niveau des administrations et touche nécessairement à la fiscalité.
En France, deux rapports sont parus en 2006. Le rapport de la Cour des comptes sur la mise en œuvre de la LOLF, qui met en évidence l'importance des actifs immatériels et le rapport Lévy-Jouyet sur l'économie de l'immatériel.
Ces deux rapports conduisent le gouvernement français à créer en 2007 une agence publique, l'Agence du patrimoine immatériel de l'État, pour recenser, gérer et valoriser ses actifs immatériels.

### Comptabilité et finances des entreprises
De plus, la mise en œuvre des normes comptables IAS/IFRS entraîne une révision radicale des règles économiques internationales, étant donné que le capital immatériel des entreprises est en train d'être comptabilisé comme immobilisations incorporelles, donc susceptible de donner lieu à des investissements au même titre que les immobilisations classiques dites corporelles (usines, immeubles).

### Complexité du fait des interactions et des services
En réalité, l'appréhension du capitalisme cognitif est rendue complexe par la coexistence en son sein d'activités marchandes et non marchandes nécessairement interdépendantes (concept de patrimoine commun). Les tensions entre ces deux aspects sont permanentes. De plus, elles évoluent continuellement en fonction de facteurs économiques, sociaux, environnementaux, juridiques et techniques, etc.
On semble maintenant opposer l'économie traditionnelle dite « linéaire », avec l'« Économie circulaire ». Quoi qu'il en soit, le phénomène de mondialisation montre assez clairement qu'il y a une tendance de fond à l'évolution structurelle de l'économie.

### Capitalisme cognitif et travail numérique
Étant donné les nouvelles formes de création de valeur actuelles induites par le travail numérique (sur les moteurs de recherche, les plates-formes collaboratives, dans l’économie sociale et solidaire numérisées, sur les réseaux sociaux, dans les Tiers lieux, etc.), on peut requestionner l'approche théorique du capitalisme cognitif. Notamment dans l'optique de contribuer à l'analyse des nouvelles classes sociales qui se distinguent, des dynamiques de subversion face à un « ordre numérique » ou des contradictions qui en découlent pour ainsi envisager les logiques de nouveaux modes de gouvernance.
Pour ça, il faut envisager les conditions de naissance du travail salarié. En prenant en compte l'instauration progressive du marché du travail et les externalités qu'il admet (le capitalisme cognitif a besoin du hors marché pour prospérer). Tout en considérant le travail, le capital (le capitalisme comme rapport social) et la technologie dans la même perspective. Par ailleurs, la distinction entre économie réelle et économie financière est à repenser dans un rapport entre sphère financière et sphère non financière.
La notion d'exploitation
- Force de travail : Un travail mécanisé, augmenté par la machine et soumise à la robotisation.
- Force d'invention : Attribuée notamment à la « classe créative »[10] et soumise à la robotisation. Dans cette optique, les avancées du numérique dévaluent les tâches automatisables et réévaluent la capacité de traiter les choses complexes et l'innovation. On n'exploite plus la force de travail d'un individu, mais sa force d'invention.

## Économie du savoir dans les grandes zones développées

### États-Unis
L'épicentre de l'« économie du savoir » se trouve sans conteste en Californie. On trouve par exemple à l'université Stanford deux professeurs : Paul Romer, champion des nouveaux concepts de la croissance économique, et Stephen Krasner, qui conceptualise les analyses modernes de la souveraineté. Paul Romer intègre dans ses analyses la contrainte constituée par les limitations des ressources naturelles dans le monde.
Il n'est pas étonnant que ces nouvelles approches émanent de Californie, puisqu'on y trouve la Silicon Valley, prototype des pôles de compétitivité (cluster en anglais), donc les meilleures compétences en informatique : développement des processeurs nécessaires au matériel informatique.
On voit également une forte concentration autour de la capitale Washington : département de la Défense, département de la Justice, etc. qui utilisent des registres pour accéder aux ressources numériques.
Les travaux du Dublin Core ont poussé dès 1995 à l'élaboration d'un cadre de description des ressources informatiques par le W3C (Resource Description Framework), qui a conduit à la mise en place de registres de métadonnées par les grandes administrations du gouvernement américain.
Les principaux serveur racine du DNS (qui gère les noms de domaines de l'internet) sont localisés en Virginie (Dulles), au Maryland, c'est-à-dire autour de Washington, et à Santa Clara (Silicon Valley). La bibliothèque du Congrès américain, qui contient 128 millions de volumes, soit trois fois plus que la Bibliothèque nationale de France, est un fer de lance de l'utilisation des métadonnées (Open Archives Initiative) dans l'accès aux ressources Web.
On voit donc se mettre en œuvre des stratégies globales autour de nouveaux concepts de systèmes d'informations, où la gouvernance d'Internet joue un rôle majeur.

### Japon et Chine
L'un des meilleurs penseurs sur le sujet est le professeur japonais Ikujiro Nonaka. Le Japon est très vigilant sur la protection de la connaissance, notamment avec l'utilisation de métadonnées dans la description des ressources informatiques correspondant aux images numériques, pour l'industrie photographique.

### Europe
L'Europe entre dans cette phase progressivement. Elle est cependant freinée dans cette transition par des difficultés organisationnelles.
L'Union européenne a défini en 2000 une stratégie visant à faire entrer l'économie européenne dans la « société de l'information » : la stratégie de Lisbonne.
Le Conseil européen de Göteborg des 15 et 16 juin 2001 a ajouté une dimension environnementale aux objectifs de Lisbonne, et a souligné le changement d’approche en matière d’élaboration des politiques. Il s’agit « d’examiner de manière coordonnée les conséquences économiques, sociales et environnementales de toutes les politiques et d'en tenir compte dans les processus de décision ». On n'a plus parlé de société de l'information, mais plutôt de société de la connaissance. L'objectif de la Stratégie de Lisbonne est dorénavant de faire de l'économie européenne « l’économie de la connaissance la plus compétitive et la plus dynamique du monde d'ici à 2010 ».
On constate que le processus de décision de l'Union européenne intègre bien des éléments sur l'accès aux ressources numériques[réf. nécessaire].
La question se pose de savoir si les approches sur l'économie de l'immatériel prennent en considération les objectifs du Conseil européen de Göteborg sur le développement durable, et si les études sur le capital immatériel intègrent les métadonnées.

## Statut de la connaissance en matière de propriété

### Nécessité de revoir la protection de la propriété
Le noyau de l'économie de la connaissance est lié à l'appropriation des connaissances et à la production continuelle d'innovation. Tous les secteurs de la vie sociale qui concourent à la production de connaissances seraient les nouveaux centres du capitalisme cognitif.
La manière classique de protéger la propriété dans l'économie industrielle au XIXe siècle était le brevet. Le droit de l'informatique s'est donc progressivement appuyé sur le brevet, qui était le fondement de la propriété industrielle. Certaines dérives ont conduit à remettre en cause la brevetabilité du logiciel, surtout dans l'Union européenne. L'économie du savoir se place donc aujourd'hui dans une perspective plus large de propriété intellectuelle, qui interfère avec les nouvelles formes du droit de l'informatique.

### Nouvelles méthodes sur les droits d'usage
Ceci suppose une extension des concepts traditionnels de la propriété privée, et donc la possibilité d'appliquer à cette connaissance un droit privatif afin d'en exclure l'usage gratuit aux autres. On parle alors de « nouvelles enclosures ». Le savoir étant par essence non rare, et donc partageable, ces protections contre la coopération sont cependant difficiles à mettre en œuvre.
De nouvelles méthodes de production et de diffusion de connaissances apparaissent, sans droit de propriété exclusif, se basant sur la coopération : les logiciels libres ou open source, l'art libre et plus généralement tous les objets placés sous licence Licence publique générale GNU dite GPL ou autres licences libres.
D'autre part, l'économie du savoir se place, au moins en partie, à l'intersection entre la propriété littéraire et artistique, et la propriété industrielle. C'est la raison pour laquelle les dessins et modèles industriels ont un statut hybride en France, qui devrait conduire à une harmonisation du droit communautaire dans ce domaine, lorsque les États membres de l'Union européenne se seront mis d'accord sur les droits d'auteur.

### Patrimoine informationnel
Le passage à une économie ouverte pilotée par des systèmes d'information nécessite de structurer le capital immatériel du point de vue de la sécurité technique des données. Il devient alors nécessaire d'évaluer les actifs immatériels, d'un point de vue comptable. Corrélativement, il convient d'adopter une approche de protection juridique du patrimoine informationnel de l'entreprise.

#### Savoir
- Connaissance technique

#### Aspects économiques et sociaux
- Économie numérique
- Économie postindustrielle
- Intelligence économique
- Loi pour la confiance dans l'économie numérique
- Monopoles du savoir
- Société de la connaissance
- Société de l'information
- Souveraineté numérique
- Gestion des connaissances

#### Évaluation du capital immatériel
- Histoire du capitalisme
- Capital social
- Capital humain
- Goodwill

#### Nouvelles technologies
- Évaluation de technologie
- Alvin Toffler
- Théorie des vagues de développement